# Вишнєвик
Вишнєвик (словен. Višnjevik) — поселення в общині Брда, Регіон Горишка, Словенія. Висота над рівнем моря: 237,2 м.